# 東灌森稲荷神社
東灌森稲荷神社（とうかんもりいなりじんじゃ）は、東京都北区の神社。

## 歴史
創建年代は不明。太田道灌が江戸城築城の際に方位神として祀った「方除け七稲荷（道灌七稲荷）」の一つである。
元々は現在の田端駅の辺りに位置していた。吉原遊廓まで続く道があり、吉原から逃亡した遊女がこの辺りで猛獣に付きまとわれて動けなくなるという言い伝えから「足止め稲荷」と呼ばれるようになった。そこから従業員の定着を希望する経営者らの信仰を広く集めるようになった。
明治になり鉄道用地となったため、近くに移転した。その後も道路拡張工事もあり転々とし、最終的に1950年（昭和25年）に現在地に移転した。

## 鳥居

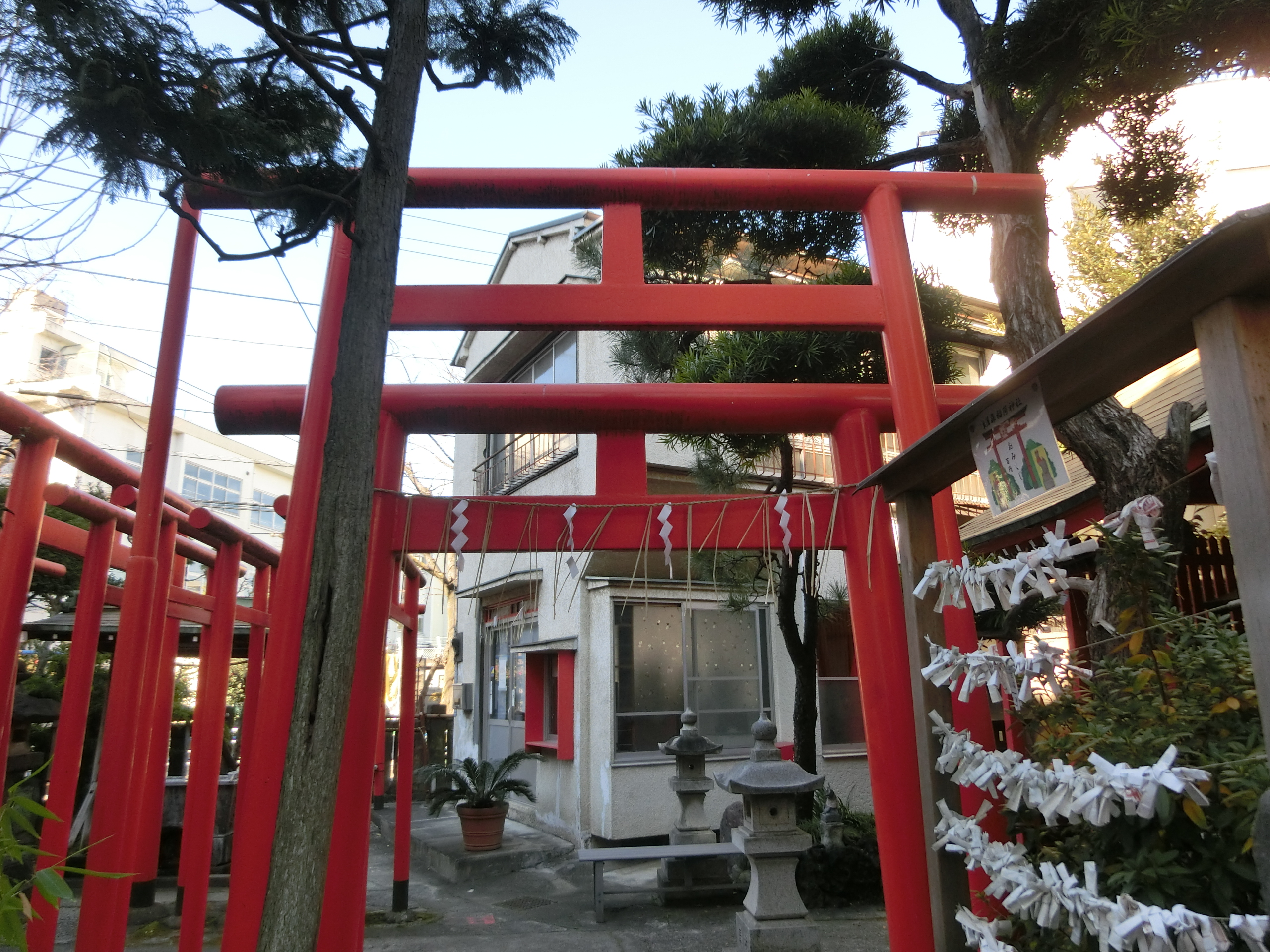
赤鳥居

石造の鳥居は、吉原遊廓の楼主だった尾張屋彦太郎が奉納したものである。「足止め稲荷」のご利益に感謝して建てられたものである。
また、参道に並ぶ十数本の赤鳥居は、鉄パイプに鉄板を溶接して赤く塗ったもので、他にはあまり例のない鳥居である。地元の鉄工会社によって建てられたもので、ほとんどが昭和40年代に建てられた。5年に1回ほど塗り替えするという。

## 道灌七稲荷
- 東灌森稲荷神社（当社）
- 烏森稲荷神社
- 椙森稲荷神社
- 柳森稲荷神社
- 吾嬬森稲荷神社
- 宮戸森稲荷神社
- 雀森稲荷神社

## 交通アクセス
- 田端駅より徒歩5分（経路案内）。